# Witheringia menziesii
Witheringia menziesii är en potatisväxtart som beskrevs av Michel Félix Dunal. Witheringia menziesii ingår i släktet Witheringia och familjen potatisväxter. Inga underarter finns listade i Catalogue of Life.